# Фурики, Артемис
Артемис Фурики (греч. Άρτεμις Φουρίκη) — греческая шахматистка.
Чемпионка Греции 1978, 1979 и 1980 гг. (победила в первых трех чемпионатах Греции, проводившихся после 30-летнего перерыва; первый официальный чемпионат страны среди женщин состоялся в 1947 г.).
В составе сборной Греции участница шахматной олимпиады 1980 г. В данном соревновании, проводившемся в Валлетте, выступала на 1-й доске. Сыграла 10 партий, из которых 3 выиграла, 4 проиграла и 3 завершила вничью. Также в составе национальной сборной принимала участие в Балканиадах 1978 и 1979 гг. В турнире 1978 г., состоявшемся в Бэйле-Еркулане, в 4 партиях одержала 1 победу и потерпела 3 поражения. В турнире 1979 г., проходившем в Бихаче, смогла набрать только ½ очка в 4 партиях.